# Нордхаузен
Нордхаузен (њем. Nordhausen) град је у њемачкој савезној држави Тирингија. Једно је од 32 општинска средишта округа Нордхаузен. Према процјени из 2010. у граду је живјело 44.189 становника. Посједује регионалну шифру (AGS) 16062041.

## Географски и демографски подаци
Нордхаузен се налази у савезној држави Тирингија у округу Нордхаузен. Град се налази на надморској висини од 180 - 250 метара. Површина општине износи 105,3 km². У самом граду је, према процјени из 2010. године, живјело 44.189 становника. Просјечна густина становништва износи 420 становника/km².

## Међународна сарадња
| Мјесто    | Држава    | Врста сарадње | Од    |
| --------- | --------- | ------------- | ----- |
|           | Пољска    | партнерство   | 1995. |
| Бет Шемеш | Израел    | партнерство   | 1992. |
|           | Француска | партнерство   | 1978. |
| Извор     |           |               |       |